# Krajná Poľana
Krajná Poľana é um município da Eslováquia, situado no distrito de Svidník, na região de Prešov. Tem 2,94 km² de área e sua população em 2018 foi estimada em 216 habitantes.

## Demografia
| Ano:        | 1994 | 2004    | 2014   | 2024   |
| ----------- | ---- | ------- | ------ | ------ |
| Broj ljudi: | 245  | 214     | 212    | 227    |
| Razlika:    |      | -12,65% | -0,93% | +7,07% |

| Ano:               | 2023 | 2024 |
| ------------------ | ---- | ---- |
| Número de pessoas: | 227  | 227  |
| Diferença:         |      | +0%  |